# 煤冠雀
煤冠雀（学名：Charitospiza eucosma），是雀形目唐纳雀科的一种鸟类，属于单型的煤冠雀属（学名：Charitospiza）。
煤冠雀体重约10.5克，翼长约57毫米，喙宽度约4.2毫米，喙厚度约4.8毫米，嘴峰长约11.2毫米，跗蹠长约15.9毫米，尾长约45.1毫米。
煤冠雀具有部分的迁徙性，栖息在灌木林，它们是杂食性动物。它们分布在玻利维亚东北部、巴西东北部和中部以及阿根廷东北部。